# E.J. Harnden
E.J. Harnden, född den 14 april 1983 i Sault Ste. Marie, Ontario, Kanada, är en kanadensisk curlingspelare.
Han tog OS-guld i herrarnas curlingturnering i samband med de olympiska curlingtävlingarna 2014 i Sotji.